# Корчано
Корча̀но (на италиански: Corciano) е град и община в Централна Италия, провинция Перуджа, регион Умбрия. Разположен е на 408 m надморска височина. Населението на общината е 21 088 души (към 2011 г.).